# 2018년 반튼주 지진
2018년 반튼주 지진은 2018년 1월 23일 인도네시아 자와섬 남쪽 해역에서 일어난 모멘트 규모 5.9의 지진이다. 처음엔 M6.1로 측정되었다가 이후 M5.9로 축소되었다. 인도네시아의 수도인 자카르타에서도 수십 초 간 진동을 느꼈다. 이 지진으로 2명이 사망하고 최소 41명이 부상을 입었다.